# Експозиция (литература)
 Тази статия е за литературния термин.  За фотографския термин вижте Експозиция.  
Експозиция (от лат. expositio) или въведение е началният елемент от сюжета на драматическа или епическа литературна творба, с който на читателя се разкриват времето, мястото и обстановката на творбата, дават се предварителни сведения за някои от главните действащи лица и отношенията между тях и се подготвя сюжетната завръзка.
В зависимост от авторовия замисъл експозицията може да бъде по-кратка или по-дълга, да липсва (т.е. творбата да започва направо със завръзката) или дори да следва завръзката.
- Удължените експозиции са характерни за драматическите произведения от времето на класицизма; в много от тях експозицията служи и за разкриване характерите на героите.[1]
- Примери за творби, в които експозиция и завръзка се сливат, са пиесите „Ревизор“ на Гогол[1] и „Егмонт“ на Гьоте[2].
- Пример за творба, в която композиционно експозицията и завръзката са разменени, е разказът „Една българка“ на Иван Вазов.[1]

Експозицията съответства на пролога в античната и класическата драма.